# SMC Corporation
SMC Corporation (SMC 株式会社 SMC Kabushiki-gaisha) (TYO: 6273
) er en japansk  pneumatik- og automationsvirksomhed. Virksomheden blev etableret i 1959 under navnet Sintered Metal Corporation.